# Gran plaga de la filoxera

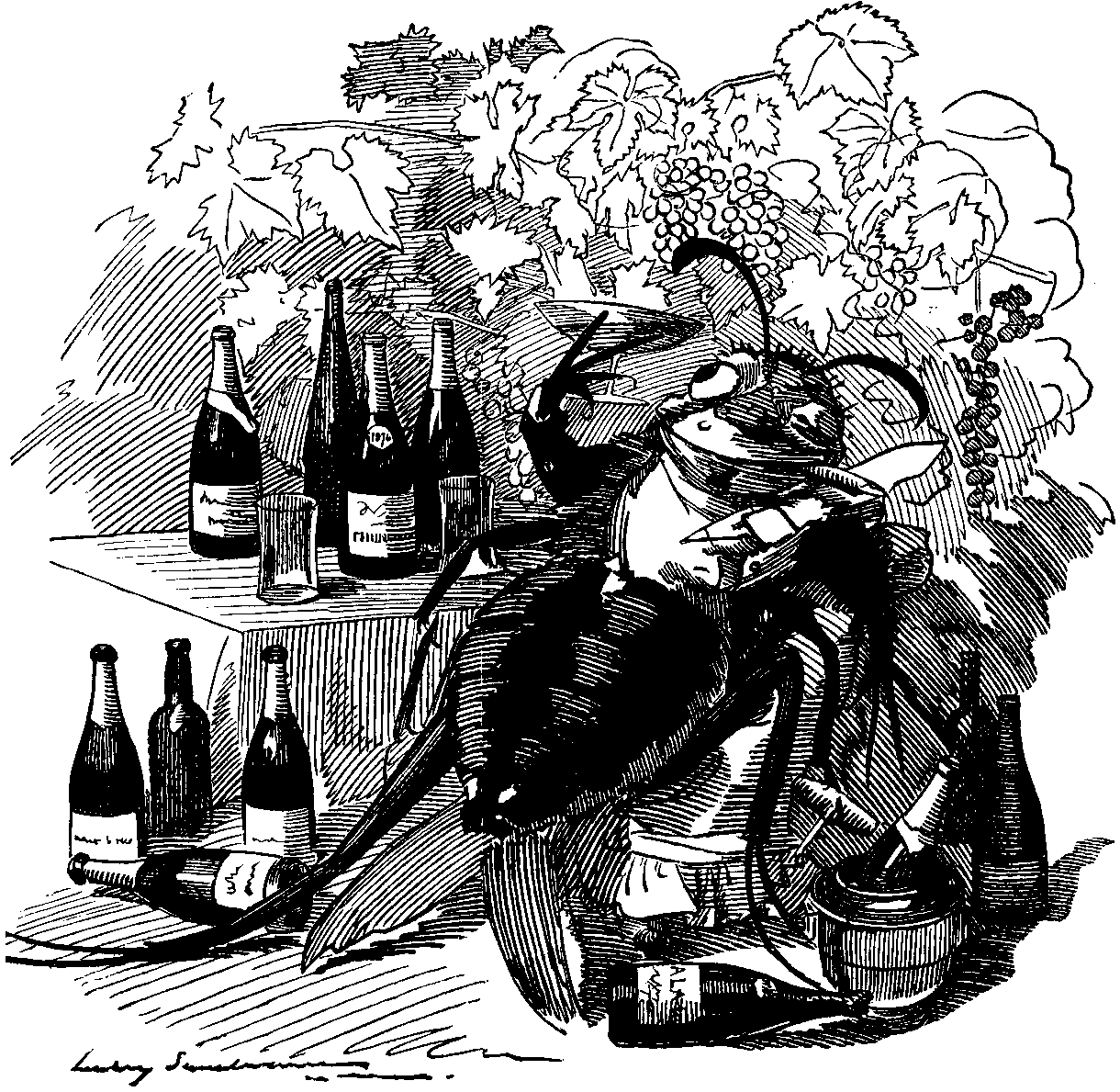
Una viñeta de Punch de 1890: La filoxera, auténtica gourmet, descubre los mejores viñedos y se apega a los mejores vinos.

La gran plaga de la filoxera o también conocida como la gran plaga del vino francés, debido a que Francia fue el primer país en sufrirla, fue una plaga severa de mediados del siglo XIX que destruyó muchos viñedos en Europa y arrasó con la industria del vino. Fue causado por un pulgón que se originó en América del Norte y cruzó el Atlántico a fines de la década de 1850. El género real del pulgón todavía se debate, aunque en gran medida se considera que fue una especie de Daktulosphaira vitifoliae, comúnmente conocida como filoxera de la uva. 
Sigue debatiéndose cómo se introdujo el pulgón de la filoxera en Europa: las vides americanas se habían llevado a Europa muchas veces antes, por motivos que incluían la experimentación y los ensayos de injertos, sin considerar la posibilidad de la introducción de pestilencia. Si bien se pensaba que la filoxera había llegado alrededor de 1858, se registró por primera vez en Francia en 1863, en la antigua provincia de Languedoc. Algunos argumentan que la introducción de plagas como la filoxera fue solo un problema después de la invención de los barcos de vapor, lo que permitió un viaje más rápido a través del océano y, en consecuencia, permitió que plagas como la filoxera sobrevivieran al viaje.
Finalmente, tras el descubrimiento de Jules-Émile Planchon de la filoxera como la causa de la plaga, y la confirmación de la teoría de Planchon por parte de Charles Valentine Riley, Leo Laliman y Gaston Bazille, dos viticultores franceses, propusieron que las vides europeas fueran injertadas en portainjertos americanos resistentes que no fueran susceptibles a la filoxera. Si bien a muchos de los viticultores franceses no les gustó esta idea, otros muchos no vieron otra opción. El método demostró ser un remedio eficaz. La "Reconstitución" (como se la denominó) de muchos viñedos que se habían perdido fue un proceso lento, pero finalmente la industria del vino en Francia pudo volver a una relativa normalidad.

## Trasfondo

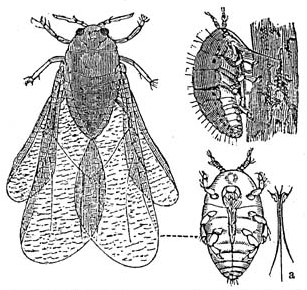
La filoxera de la uva responsable del fracaso de las plantaciones de los colonos franceses en Florida, y probablemente el posterior destructor de la industria vitivinícola francesa.

El pulgón que fue la fuente central del daño en Francia se observó por primera vez después del cultivo de la vid europea Vitis vinifera por parte de los colonos franceses en Florida, en el siglo XVI. Estas plantaciones fueron un fracaso, y los experimentos posteriores con especies de vid relacionadas también fracasaron, aunque la razón de estos fracasos parece haber sido un misterio para los colonos franceses. Hoy se sabe que fue una especie de filoxera de la uva norteamericana la que provocó la quiebra de estos primeros viñedos; el veneno inyectado por la filoxera provoca una enfermedad que es rápidamente fatal para las variedades europeas de vid. Los pulgones inicialmente pasaron desapercibidos para los colonos, a pesar de su gran número y la presión para iniciar con éxito un viñedo en América en ese momento.
Se hizo de conocimiento común entre los colonos que sus vides europeas, de la variedad vinifera, simplemente no crecerían en suelo americano y recurrieron al cultivo de plantas nativas americanas y establecieron plantaciones de estas vides nativas. Existían excepciones; Las plantaciones de vinifera estaban bien establecidas en California antes de que los áfidos llegaran allí.

### Filoxera
Se han propuesto varias teorías sobre por qué se ignoró la filoxera como la posible causa de la enfermedad que provocó la destrucción de tantos viñedos, la mayoría de las cuales involucran el comportamiento de alimentación del insecto y la forma en que ataca las raíces. La probóscide de la filoxera de la uva tiene un canal de veneno desde el cual inyecta su veneno mortal y un tubo de alimentación a través del cual toma la savia y los nutrientes de la vid. A medida que la toxina del veneno corroe la estructura de la raíz de una vid, la presión de la savia cae y, como resultado, la filoxera retira rápidamente su tubo de alimentación y busca otra fuente de alimento. Por lo tanto, cualquiera que desentierre una vid enferma y moribunda no encontrará filoxera adherida a las raíces de la planta.

### Viaje a Europa
Durante algunos siglos, los europeos habían experimentado con vides y plantas americanas en su suelo. Muchas variedades fueron importadas de América sin regulación, sin tener en cuenta la posibilidad de transferencia de plagas y problemas relacionados. Jules-Emile Planchon, un biólogo francés que identificó la filoxera en la década de 1860, sostuvo que la transferencia de vides y plantas americanas a Europa aumentó considerablemente entre aproximadamente 1858 y 1862, e introdujo accidentalmente la filoxera en Europa alrededor de 1860. Otros dicen que el pulgón no entró en Francia hasta alrededor de 1863. La llegada de los barcos de vapor puede haber sido un factor determinante, ya que estos eran más rápidos que los barcos de vela, la filoxera pudo sobrevivir mejor al viaje más corto por mar.

## La plaga

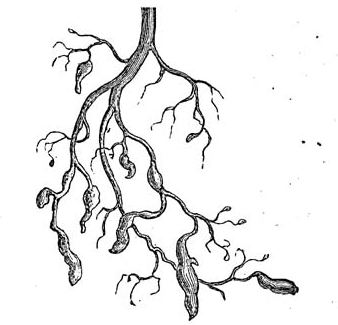
Diagrama de las raíces de una Vitis vinifera dañada por el pulgón.

### Apariencia inicial
El primer caso documentado conocido de un ataque de filoxera en Francia fue en el pueblo de Pujaut en el departamento de Gard de la antigua provincia de Languedoc, en 1863.  Los productores de vino allí no notaron los pulgones, al igual que los colonos franceses en América, pero notaron la misteriosa plaga que estaba dañando sus vides. La única descripción de la enfermedad que dieron estos viticultores fue que "les recordaba angustiosamente a la ' tisis'" (tuberculosis). La plaga se extendió rápidamente por toda Francia, pero pasaron varios años antes de que se determinara la causa de la enfermedad.

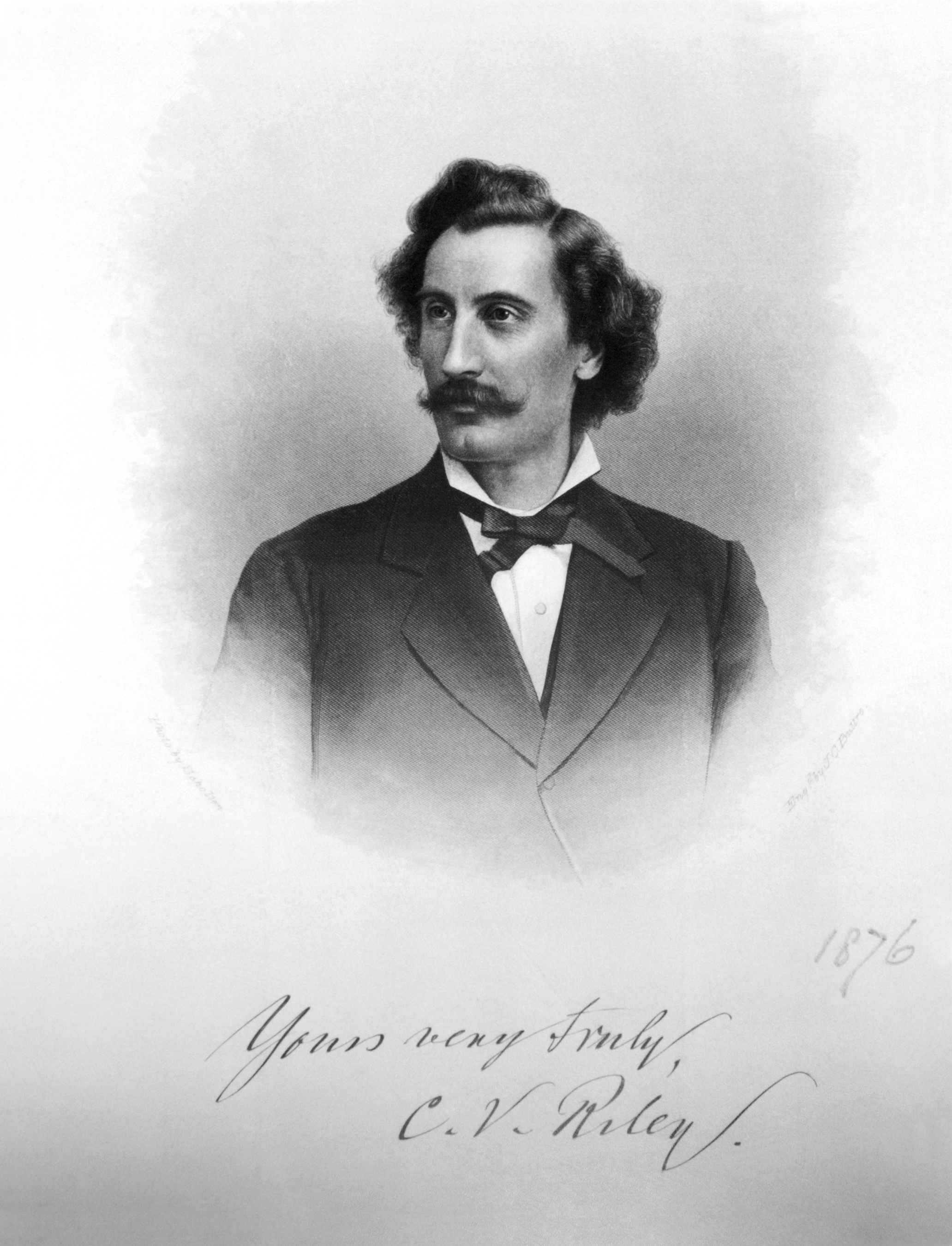
Charles Valentine Riley en 1870 confirmó la teoría propuesta por Planchon.

### Daño
Más del 40% de las vides y viñedos franceses fueron devastados durante un período de 15 años desde finales de la década de 1850 hasta mediados de la década de 1870. La economía francesa se vio gravemente afectada por la plaga: se perdieron muchas empresas y los salarios en la industria del vino se redujeron a menos de la mitad. También hubo una tendencia notable de migración a lugares como Argel y América. La producción de pasas baratas y vinos de azúcar causó a la industria nacional varios problemas que amenazaron con persistir incluso después de la plaga misma. Se estima que el daño a la economía francesa fue de poco más de 10 mil millones de francos.

### Descubrimiento
La investigación sobre la causa de la enfermedad comenzó en 1868, cuando los viticultores de Roquemaure, cerca de Pujaut, pidieron ayuda a la sociedad agrícola de Montpellier. La sociedad nombró un comité que incluía al botánico Jules Émile Planchon, al productor local Felix Sahut y al presidente de la sociedad, Gaston Bazille. Sahut pronto notó que las raíces de las vides moribundas estaban infestadas de "piojos" que chupaban la savia de las plantas. El comité nombró al nuevo insecto Rhizaphis vastatrix. Planchon consultó a los entomólogos franceses Victor Antoine Signoret y Jules Lichtenstein (cuñado de Planchon). Signoret sugirió cambiar el nombre del insecto Phylloxera vastatrix, debido a su similitud con Phylloxera quercus, que afligía a las hojas de los robles.  En 1869, el entomólogo inglés John Obadiah Westwood sugirió que un insecto que había afectado las hojas de parra en Inglaterra alrededor de 1863 era el mismo insecto que afligía las raíces de las vides en Francia. También en 1869, Lichtenstein sugirió que el insecto francés era un "piojo de la vid" estadounidense que había sido identificado en 1855 por el entomólogo estadounidense Asa Fitch, al que había llamado Pemphigus vitifoliae. Sin embargo, había un problema con estas sugerencias: se sabía que los piojos de la uva francesa infestaban solo las raíces de una vid, mientras que los piojos de la uva estadounidenses infestaban solo sus hojas. El entomólogo estadounidense de origen británico Charles Valentine Riley había estado siguiendo las noticias del brote en Francia. Envió a Signoret especímenes de piojos de la uva estadounidenses, que Signoret concluyó, en 1870, mientras estaba sitiado en París durante la guerra franco-prusiana, eran de hecho idénticos a los piojos de la uva franceses.  Mientras tanto, Planchon y Lichtenstein habían encontrado vides con hojas afligidas; los piojos que se transfirieron de esas hojas a las raíces de las vides sanas se adhirieron a las raíces de las vides como lo hicieron otros piojos de la uva francesa. También en 1870, Riley descubrió que los piojos de la uva americana pasaban el invierno en las raíces de las vides de uva americanas, que los insectos dañaban, aunque menos que en el caso de las vides francesas. Riley repitió el experimento de Planchon y Lichtenstein usando vides americanas y piojos de las uvas americanas, con resultados similares. Así se probó la identidad de los piojos de la uva franceses y americanos. Sin embargo, durante otros tres años, una gran mayoría en Francia argumentó que la filoxera no era la causa de la enfermedad de la vid; en cambio, las vides que ya estaban enfermas se infestaron de filoxera . Así, en su opinión, la filoxera era simplemente una consecuencia de la "verdadera" enfermedad, que quedaba por encontrar. Independientemente, Riley había descubierto variedades de uva estadounidenses que eran especialmente resistentes a la filoxera, y en 1871, los agricultores franceses comenzaron a importarlas e injertar vides francesas en el portainjertos estadounidense. (Leo Laliman había sugerido importar vides estadounidenses ya en 1869, pero los agricultores franceses se mostraron reacios a abandonar sus variedades tradicionales. Gaston Bazille propuso entonces injertar vides francesas tradicionales en portainjertos americanos. ) Sin embargo, la importación de vides americanas no resolvió completamente el problema: algunas variedades de uvas americanas lucharon en los suelos calcáreos de Francia y sucumbieron a la filoxera . Por prueba y error, se encontraron vides americanas que podían tolerar suelos calcáreos. Mientras tanto, los entomólogos trabajaron para desentrañar el extraño ciclo de vida de la filoxera, un proyecto que se completó en 1874.

### Solución
Muchos agricultores recurrieron a sus propios métodos para intentar resolver el problema. Se utilizaron productos químicos y pesticidas en vano. Desesperados, algunos productores colocaron sapos debajo de cada enredadera y otros permitieron que sus aves deambularan libremente con la esperanza de que se comieran los insectos. Ninguno de estos métodos tuvo éxito.
Después de que Charles Valentine Riley, entomólogo estatal de Misuri, confirmara la teoría de Planchon, Leo Laliman y Gaston Bazille, dos viticultores franceses, sugirieron la posibilidad de que si las vides viníferas se pudieran combinar, mediante injertos, con las vides americanas resistentes a los pulgones, entonces el problema podría resolverse. Thomas Volney Munson fue consultado y proporcionó portainjertos nativos de Texas para injertar. Debido al papel de Munson, el gobierno francés en 1888 envió una delegación a Denison, Texas para conferirle la Legión de Honor francesa Chevalier du Mérite Agricole.
Otro viticultor, Hermann Jaeger de Neosho, Misuri, también fue fundamental en el rescate de los viñedos franceses. Jaeger, en colaboración con el entomólogo del estado de Misuri, George Hussman, ya había cultivado vides resistentes a la plaga. De hecho, varias de las variedades de tallo de raíces que TV Munson había desarrollado en Texas (Mrs Munson, Muench y Neva Munson) eran injertos con los resistentes híbridos de Neosho que Jaeger había desarrollado en Misuri. Jaeger exportó 17 furgones de su resistente patrón a Francia. En 1893, por su contribución a las industrias de la uva y el vino de Francia, Jaeger recibió la Legión de Honor francesa - Caballero de la Légion d'honneur.
El método de injerto fue probado y resultó ser un éxito. El proceso fue denominado coloquialmente "reconstitución" por los viticultores franceses. La cura de la enfermedad provocó una gran división en la industria del vino: algunos, que se hicieron conocidos como los "químicos", rechazaron la solución del injerto y persistieron en el uso de pesticidas y químicos. Los que se convirtieron en injertos eran conocidos como "americanistas" o "comerciantes de madera". Tras el éxito demostrado de los injertos en las décadas de 1870 y 1880, comenzó la inmensa tarea de "reconstituir" la mayoría de los viñedos de Francia.

#### Recompensa
El gobierno francés había ofrecido más de 320.000 francos como recompensa a quien pudiera encontrar una cura para la plaga. Habiendo sido el primero en sugerir la posibilidad de utilizar el portainjertos estadounidense resistente, Leo Laliman intentó reclamar el dinero, pero el gobierno francés se negó a otorgarlo, con el argumento de que no había curado la plaga, sino que había impedido que ocurriera. . Sin embargo, puede haber otras razones por las que el gobierno le negó el premio a Laliman: varias partes notables desconfiaban de él,  y muchos pensaron que él había introducido originalmente la plaga.

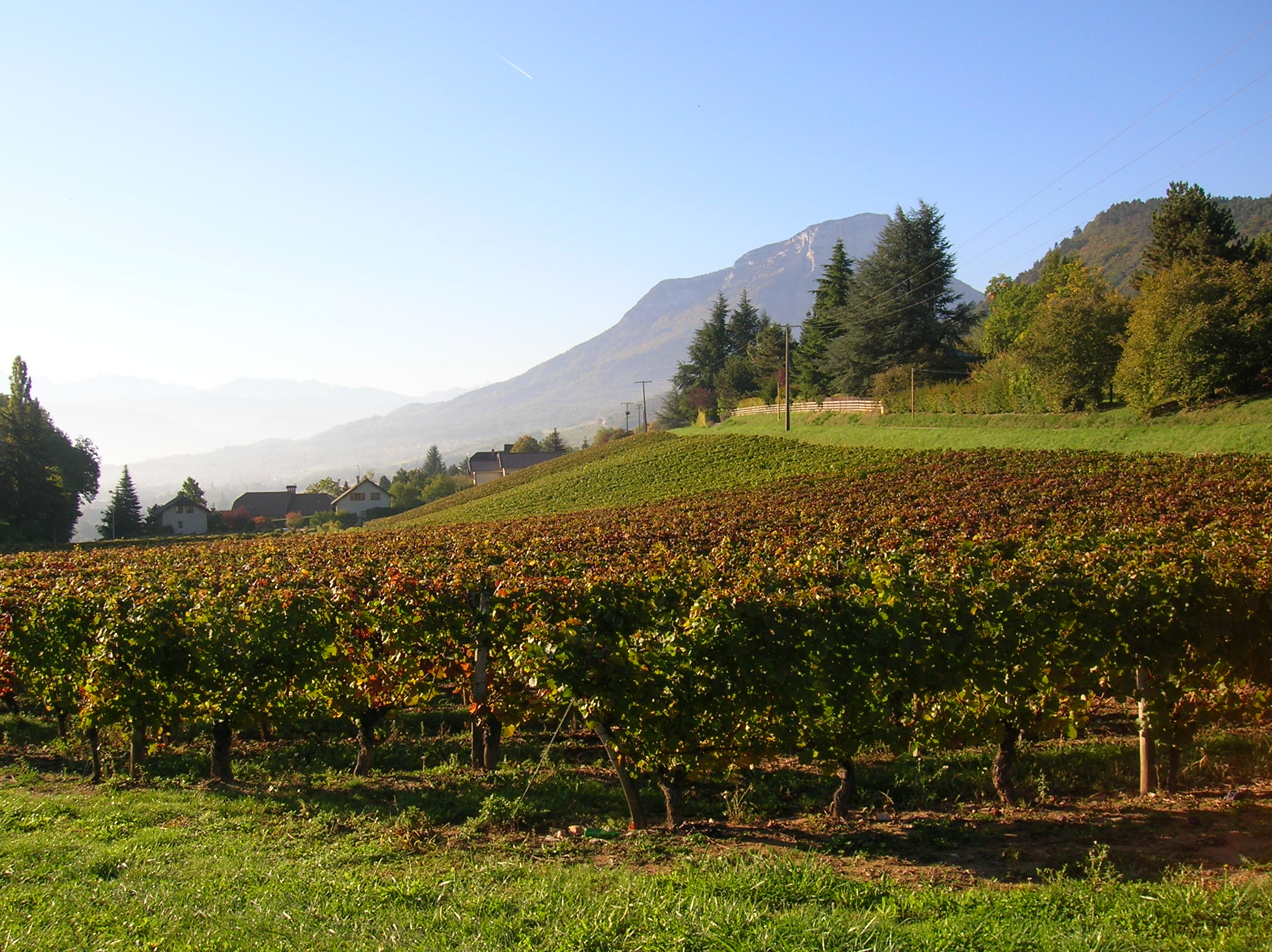
Un viñedo en la Francia actual.

## En la actualidad
Todavía no existe remedio, como tal, para la filoxera, o la enfermedad que trae consigo, y todavía representa una amenaza sustancial para cualquier viñedo que no esté plantado con portainjertos injertados. Solo se sabe que una vid de uva europea es resistente a la filoxera, la vid Assyrtiko, que crece en la volcánica isla griega de Santorini ; sin embargo, existe la especulación de que la fuente real de esta resistencia puede surgir de la ceniza volcánica en la que crecen las vides, y no de la vid misma.
Todavía existen algunas vides que no han sido injertadas ni destruidas por la filoxera, incluidas algunas propiedad de Bollinger.[cita requerida]